# MOR (음악)
미들 오브 더 로드(Middle of the road), 또는 줄여서 MOR은 상업 라디오 및 대중 음악 장르 중 하나이다. 멜로디를 중시하고 보컬 화음 및 가벼운 오케스트라 편곡이 사용된 곡을 일컫는다. 이후에는 소프트 어덜트 컨템포러리로 불리는 명칭이 바뀌었다.

## 어원 및 사용
음악 학자 노먼 아브요렌센에 의하면 "middle of the road"라는 단어는 음악 장르보다는 상업 라디오의 형식을 표현할 때 조금 더 자주 사용되었으나, 일반적으로는 보컬 화음 테크닉, 두드러진 멜로디와 가벼운 오케스트라 편곡이 특징인 다양한 스타일의 "광범위한 유형의 음악"을 표현하는데 쓰였다. MOR은 이러한 음악을 경멸적으로 표현하는데 쓰였다. 1960년대 말에는 디 어소시에이션, 피프스 디멘션, 조니 매 싱어스와 사이먼 & 가펑클 등의 소프트 록 그룹들이 MOR 시장에 침투하였고, 1970년대 초반에는 브레드, 카펜터스, 존 덴버 등이 MOR 음악가로 꼽혔다. 로버트 크리스트가우는 자신의 책에서 MOR을 "록에 템포와 음량 제한을 가하는 라디오에만 적형되었지만, 지금은 '라이트'와 '어덜트 컨템포러리'가 선호되는 기피 방식"이라고 언급하였다.

## 전통적 형식
MOR은 전통적으로 아래의 장르들을 묘사할 때 단어가 쓰였다.
- 이지 리스닝[4]
- 로큰롤 시대 이전의 전통 팝 음악 혹은 그 이후에 해당 스타일을 따라한 음악[5][6]
- 오케스트라 발라드
- 쇼 튠
- 스무드 재즈 멜로디
- 소프트 록 노래 및 멜로디
- 컨트리폴리탄 발라드

## 현재
최근 들어서 "미들 오브 더 로드"라는 용어는 장르의 음악 애호가들이 실험적이고 혁신적인 음악 대신 상업적이고 대중적인 음악 취향에 맞게 만들어진 음악가를 비하하기 위한 표현으로 사용되었는데, 그 예시로 웨스트라이프(팝), 케니 로저스(컨트리), 트레인(록) 등이 있었다. 또한 초반에는 창의적이고 혁신적인 음악을 하다 후에 갈수록 점점 상업적인 음악을 하는 음악가를 비하하는데 쓰기도 하는데, 가령 피치포크는 듀란 듀란의 《Rio》 음반에 대해 평하며 "이 밴드는 80년대에 MOR 컨트리로 떠나기 전 많은 싱글을 발매했다"라고 평하였다.